# Смейкал, Ян
Ян Смейкал (чеш. Jan Smejkal; род. 22 марта 1946, Ланшкроун) — чешский, ранее чехословацкий, шахматист; гроссмейстер (1972). Математик.

## Шахматная карьера
Чемпион Чехословакии среди юношей (1961) и мужчин (1973, 1979, 1986). В составе национальной сборной команды участник ряда Олимпиад (1968—1994) и чемпионатов Европы (с 1970).
Участник соревнований на первенство мира: зональные турниры ФИДЕ — Раахе (1969) — 2-5-е, Врнячка-Баня (1972) — 1-2-е, Аранджеловац (1976) — 1-3-е, Варшава (1979) — 2-5-е; межзональные турниры — Ленинград (1973) — 4-е, Биль (1976) — 9-11-е, Рио-де-Жанейро (1979) — 10-11-е места.
Лучшие результаты в других международных соревнованиях: Поляница-Здруй (1970 и 1972) — 1-е; Смедеревска-Паланка (1971 и 1982) — 1-е и 3-5-е; Варна (1971) — 3-е; Лугачовице (1971) — 3-4-е; Пальма (о. Мальорка; 1972) — 1-3-е, Любляна — Порторож (1973) — 2—4-е; Сочи (1973) — 3-4-е; Галле (1974) — 3-е; Амстердам (1975, 1979 и 1986) — 2-5-е, 3-4-е и 2-4-е (32 участника); Нови-Сад (1976 и 1984) — 1-е и 4-7-е; Лейпциг (1977) — 1-3-е; Дортмунд (1977) и Вировитица (1978) — 1-2-е; Титово-Ужице (1978) — 2-е; Штип (1978) — 1-е; Баня-Лука (1979) — 2-3-е; Трнава (1980) — 3-е; Манила и Вршац (1981) — 2-е; Сараево (1983) — 2-3-е; Баден-Баден (1985) — 1-е; Марсель (1986) — 2-5-е; Нью-Йорк (1986) — 1-2-е (95 участников); Линц (1986) — 2-3-е места (172 участника).

## Изменения рейтинга
| Графики недоступны из-за технических проблем. См. информацию на Фабрикаторе и на mediawiki.org. |